# シュリーナガル (ウッタラーカンド州)
シュリーナガル (ヒンディー語: श्रीनगर, 英語: Srinagar) は、インドのウッタラーカンド州パウリー・ガルワール県の県都である。

## 位置
シュリーナガルは、北緯30度13分 東経78度47分 / 北緯30.22度 東経78.78度 にあり、アラクナンダー川左岸に位置する。平均標高は560mである。ガルワール・ヒマラヤ山脈最大の都市である。ウッタラーカンドの平野部と山岳部の間の都市であるリシケーシュからは100kmの距離にあり、国道58号線が通じている。

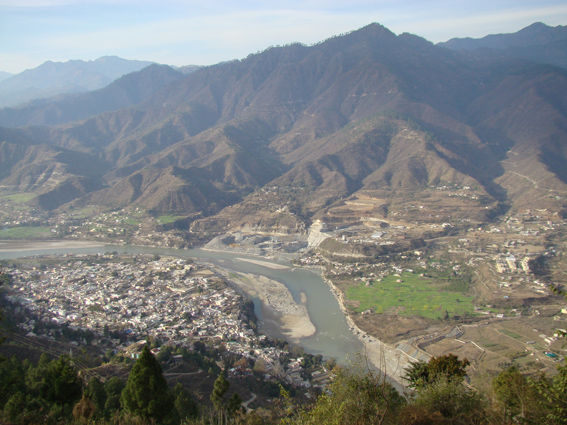
南の山地から見たシュリーナガル

## 人口
2007年のインド国勢調査によると、シュリーナガルの人口は8万人であり、男性が55%、女性が45%を占めていた。シュリーナガルの平均識字率は83%で、国の平均である59.5%よりも高い。男性の識字率は86%、女性は79%である。シュリーナガルでは人口の18%が6歳未満である。
2012年の国勢調査では、人口は15万人で、男性が52%、女性が48%だった。シュリーナガルはガルワール山地最大の都市であるだけでなく、今やウッタラーカンド州最大の都市でもある。シュリーナガルはまたウッタラーカンド州の教育都市でもある。

## 歴史

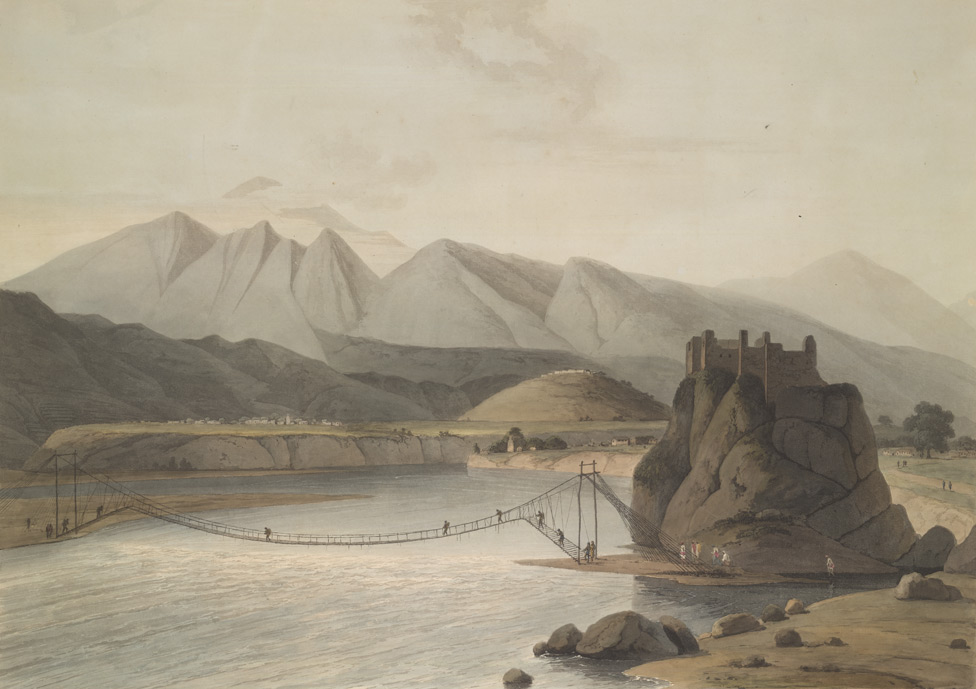
ガルワール王国時代のアラクナンダー川の吊り橋。1784-94年

シュリーナガルはガルワール王国の首都になってから脚光を浴びた。1506年から1512年の間にアジャイパール王はこの地域のさまざまな首長やガリー（小国）を統一してガルワール王国を建国し、首都をチャーンドプル・ガリーからシュリーナガルに移した。
ゴルカ王国はネパール王に勝利してカトマンズを占領すると大胆になり、1803年には西方のクマーウーンとガルワールを攻撃した。ガルワールのプラディユマン・シャー王は敗北して1804年1月に殺された。シュリーナガルは1806年から1815年までゴルカに支配された。グルカ戦争でゴルカがイギリスに敗北すると、スガウリ条約でシュリーナガルはイギリス領ガルワールの一部になった。
古いシュリーナガルの町は1894年の天然ダム崩壊(Gohna Lake dam-burst)によって破壊され、古跡はすべて失われた。今日、シュリーナガルは文化・教育の中心的都市である。

## 気候
シュリーナガルは標高が560mと低いため、ガルワール山地では夏の暑さがもっとも厳しく、5月から7月の間は最高気温が摂氏45度に達することもある。冬は寒く、12月から1月の間は摂氏2度まで下がる。